# 무티역
무티역(프랑스어: Gare de Moutier)은 스위스 베른주의 무티 지자체에 있는 기차역이다. 바젤-빌/비엔선의 중간 정류장이며, 졸로투른-무티선과 송스보-솜브발-무티선의 종점이다.

## 운행편
2021년 12월 시간표 변경에 따라 무티에서 다음 서비스가 정차한다.
- 인터시티 : 빌/비엔에서 바젤 SBB까지 바젤-빌/비엔선을 통해 매시간 운행.
- 레기오익스프레스 : 빌/비엔에서 프랑스의 메루(Meroux)까지 바젤-빌/비엔선을 통해 매시간 운행.
- 레기오 : 송스보-솜브발까지 송스보-솜브발-무티선을 통해 매시간 운행(평일에는 30분), 빌/비엔까지 매시간 운행.
  - S21 : 졸로투른까지 졸로투른-무티선을 통해 매시간 운행.